# جورج ر. لاثام
جورج ر. لاثام (بالإنجليزية: George R. Latham) هو محامي وسياسي أمريكي، ولد في 9 مارس 1832 في الولايات المتحدة، وتوفي في 16 ديسمبر 1917 في نفس البلد. انتخب عضو مجلس النواب الأمريكي.